# UCI ProSeries 2022
De UCI ProSeries 2022 is de derde editie van deze UCI-wielerkalender met wedstrijden voor professionele renners. Deze serie is het tweede niveau, onder de UCI World Tour en boven de UCI Continentale circuits.
Voor 2022 werden 56 koersen op de kalender opgenomen, 30 eendaagse wedstrijden (1.Pro) en 26 etappewedstrijden (2.Pro) waarvan 47 in Europa, zes in Azië en drie in Amerika. De ProSeries ving aan op 2 februari met de Ronde van Valencia nadat de Ronde van San Juan die gepland stond van 30 januari tot en met 2 februari werd geannuleerd. Ook de Ronde van Langkawi en de Ronde van Utah werden geannuleerd. De laatste wedstrijd op de kalender is de Japan Cup op 16 oktober.

## Ploegen
Dit seizoen zijn er zeventien ProTeams. DELKO en Vini Zabù-KTM zijn in 2022 niet langer een ProTeam.
| Ploeg                           | Land             | Renners | Fietsmerk     | UCI-Code | Sinds |
| ------------------------------- | ---------------- | ------- | ------------- | -------- | ----- |
| Alpecin-Fenix                   | België           | 31      | Canyon        | AFC      | 2009  |
| B&B Hotels p/b KTM              | Frankrijk        | 24      | KTM           | BBK      | 2018  |
| Bardiani-CSF-Faizanè            | Italië           | 25      | MCipollini    | BCF      | 1982  |
| Bingoal Pauwels Sauces WB       | België           | 20      | De Rosa       | BWB      | 2011  |
| Burgos-BH                       | Spanje           | 20      | BH            | BBH      | 2008  |
| Caja Rural-Seguros RGA          | Spanje           | 21      | Guerciotti    | CJR      | 2000  |
| Drone Hopper-Androni Giocattoli | Italië           | 23      | Bottecchia    | DRA      | 1981  |
| EOLO-Kometa                     | Italië           | 21      | Aurum         | EOK      | 2018  |
| Equipo Kern Pharma              | Spanje           | 24      | Giant         | EKP      | 2020  |
| Euskaltel-Euskadi               | Spanje           | 20      | Orbea         | EUS      | 2018  |
| Gazprom-RusVelo                 | Rusland          | 21      | Colnago       | GAZ      | 2012  |
| Human Powered Health            | Verenigde Staten | 18      | Felt Bicycles | HPM      | 2007  |
| Sport Vlaanderen-Baloise        | België           | 21      | Eddy Merckx   | SVB      | 2003  |
| Team Arkéa Samsic               | Frankrijk        | 30      | Canyon        | ARK      | 2005  |
| Team Novo Nordisk               | Verenigde Staten | 18      | Colnago       | TNN      | 2008  |
| TotalEnergies                   | Frankrijk        | 26      | Specialized   | TEN      | 2000  |
| Uno-X Pro Cycling Team          | Noorwegen        | 29      | DARE          | UXT      | 2010  |

## Kalender
| Datum                 | Koers                                         | Winnaar                                   | Winnaar                                   | Klassementsleider UCI-ranking | Ploegenklassement UCI-ranking |
| --------------------- | --------------------------------------------- | ----------------------------------------- | ----------------------------------------- | ----------------------------- | ----------------------------- |
| 30 januari–2 februari | Ronde van San Juan                            | Geannuleerd in verband met coronapandemie | Geannuleerd in verband met coronapandemie | Mathieu van der Poel          | Arkéa-Samsic                  |
| 2–6 februari          | Ronde van Valencia (uitslag)                  | Aleksandr Vlasov                          | BORA-hansgrohe                            | Mathieu van der Poel          | Arkéa-Samsic                  |
| 10–13 februari        | Ronde van de Provence                         | Nairo Quintana                            | Arkéa-Samsic                              | Mathieu van der Poel          | Arkéa-Samsic                  |
| 13 februari           | Clasica de Almeria                            | Alexander Kristoff                        | Intermarché-Wanty-Gobert Matériaux        | Mathieu van der Poel          | Arkéa-Samsic                  |
| 10–15 februari        | Ronde van Oman                                | Jan Hirt                                  | Intermarché-Wanty-Gobert Matériaux        | Mathieu van der Poel          | Arkéa-Samsic                  |
| 16–20 februari        | Ronde van de Algarve                          | Remco Evenepoel                           | Quick Step-Alpha Vinyl                    | Mathieu van der Poel          | Arkéa-Samsic                  |
| 16–20 februari        | Ruta del Sol (uitslag)                        | Wout Poels                                | Bahrain-Victorious                        | Mathieu van der Poel          | Arkéa-Samsic                  |
| 26 februari           | Classic de l'Ardèche                          | Brandon McNulty                           | UAE Team Emirates                         | Mathieu van der Poel          | Arkéa-Samsic                  |
| 27 februari           | Kuurne-Brussel-Kuurne (uitslag)               | Fabio Jakobsen                            | Quick Step-Alpha Vinyl                    | Mathieu van der Poel          | Arkéa-Samsic                  |
| 27 februari           | La Drôme Classic                              | Jonas Vingegaard                          | Team Jumbo-Visma                          | Mathieu van der Poel          | Arkéa-Samsic                  |
| 2 maart               | Trofeo Laigueglia                             | Jan Polanc                                | UAE Team Emirates                         | Mathieu van der Poel          | Arkéa-Samsic                  |
| 3–10 maart            | Ronde van Langkawi                            | Geannuleerd                               | Geannuleerd                               | Mathieu van der Poel          | Arkéa-Samsic                  |
| 16 maart              | Milaan-Turijn                                 | Mark Cavendish                            | Quick Step-Alpha Vinyl                    | Mathieu van der Poel          | Arkéa-Samsic                  |
| 16 maart              | Nokere Koerse (uitslag)                       | Tim Merlier                               | Alpecin-Fenix                             | Mathieu van der Poel          | Arkéa-Samsic                  |
| 17 maart              | GP Denain (uitslag)                           | Max Walscheid                             | Cofidis                                   | Mathieu van der Poel          | Arkéa-Samsic                  |
| 18 maart              | Bredene Koksijde Classic (uitslag)            | Pascal Ackermann                          | UAE Team Emirates                         | Mathieu van der Poel          | Arkéa-Samsic                  |
| 20–27 maart           | Ronde van Hainan                              | Geannuleerd                               | Geannuleerd                               | Mathieu van der Poel          | Arkéa-Samsic                  |
| 27 maart              | GP Industria & Artigianato-Larciano (uitslag) | Diego Ulissi                              | UAE Team Emirates                         | Mathieu van der Poel          | Arkéa-Samsic                  |
| 2 april               | Grote Prijs Miguel Indurain                   | Warren Barguil                            | Arkéa-Samsic                              | Tim Merlier                   | Arkéa-Samsic                  |
| 6 april               | Scheldeprijs (uitslag)                        | Alexander Kristoff                        | Intermarché-Wanty-Gobert Matériaux        | Mathieu van der Poel          | Arkéa-Samsic                  |
| 13 april              | Brabantse Pijl (uitslag)                      | Magnus Sheffield                          | INEOS Grenadiers                          | Mathieu van der Poel          | Arkéa-Samsic                  |
| 10–17 april           | Ronde van Turkije                             | Patrick Bevin                             | Israel-Premier Tech                       | Mathieu van der Poel          | Arkéa-Samsic                  |
| 18–22 april           | Ronde van de Alpen                            | Romain Bardet                             | Team DSM                                  | Mathieu van der Poel          | Arkéa-Samsic                  |
| 3–8 mei               | Vierdaagse van Duinkerke                      | Philippe Gilbert                          | Lotto Soudal                              | Mathieu van der Poel          | Arkéa-Samsic                  |
| 14 mei                | Grote Prijs van Plumelec                      | Julien Simon                              | Team TotalEnergies                        | Mathieu van der Poel          | Arkéa-Samsic                  |
| 15 mei                | Tro Bro Léon (uitslag)                        | Hugo Hofstetter                           | Arkéa-Samsic                              | Mathieu van der Poel          | Arkéa-Samsic                  |
| 24–29 mei             | Ronde van Noorwegen                           | Remco Evenepoel                           | Quick Step-Alpha Vinyl                    | Mathieu van der Poel          | Arkéa-Samsic                  |
| 26–29 mei             | Boucles de la Mayenne                         | Benjamin Thomas                           | Cofidis                                   | Mathieu van der Poel          | Arkéa-Samsic                  |
| 5 juni                | Brussels Cycling Classic                      | Taco van der Hoorn                        | Intermarché-Wanty-Gobert Matériaux        | Mathieu van der Poel          | Arkéa-Samsic                  |
| 11 juni               | Dwars door het Hageland                       | Oscar Riesebeek                           | Alpecin-Fenix                             | Mathieu van der Poel          | Arkéa-Samsic                  |
| 8–12 juni             | Grote Prijs Arjaan de Schipper                | Olav Kooij                                | Team Jumbo-Visma                          | Mathieu van der Poel          | Arkéa-Samsic                  |
| 15–19 juni            | Ronde van België (uitslag)                    | Mauro Schmid                              | Quick Step-Alpha Vinyl                    | Mathieu van der Poel          | Alpecin-Deceuninck            |
| 15–19 juni            | Ronde van Slovenië                            | Tadej Pogačar                             | UAE Team Emirates                         | Mathieu van der Poel          | Alpecin-Deceuninck            |
| 23–27 juli            | Ronde van Wallonië                            | Robert Stannard                           | Team BikeExchange Jayco                   | Mathieu van der Poel          | Alpecin-Deceuninck            |
| 25–31 juli            | Ronde van Utah                                | Geannuleerd                               | Geannuleerd                               | Mathieu van der Poel          | Alpecin-Deceuninck            |
| 2–6 augustus          | Ronde van Burgos (uitslag)                    | Pavel Sivakov                             | INEOS Grenadiers                          | Mathieu van der Poel          | Alpecin-Deceuninck            |
| 10 augustus           | Circuit Franco-Belge                          | Alexander Kristoff                        | Intermarché-Wanty-Gobert Matériaux        | Mathieu van der Poel          | Alpecin-Deceuninck            |
| 11–14 augustus        | Arctic Race of Norway                         | Andreas Leknessund                        | Team DSM                                  | Mathieu van der Poel          | Alpecin-Deceuninck            |
| 16–20 augustus        | Ronde van Denemarken                          | Christophe Laporte                        | Team Jumbo-Visma                          | Mathieu van der Poel          | Alpecin-Deceuninck            |
| 24–28 augustus        | Ronde van Duitsland                           | Adam Yates                                | INEOS Grenadiers                          | Mathieu van der Poel          | Alpecin-Deceuninck            |
| 4 september           | Maryland Cycling Classic                      | Sep Vanmarcke                             | Israel-Premier Tech                       | Mathieu van der Poel          | Alpecin-Deceuninck            |
| 4–11 september        | Ronde van Groot-Brittannië (uitslag)          | Gonzalo Serrano                           | Movistar Team                             | Mathieu van der Poel          | Alpecin-Deceuninck            |
| 11 september          | GP Fourmies                                   | Caleb Ewan                                | Lotto Soudal                              | Mathieu van der Poel          | Alpecin-Deceuninck            |
| 14 september          | Grote Prijs van Wallonië                      | Mathieu van der Poel                      | Alpecin-Fenix                             | Mathieu van der Poel          | Alpecin-Deceuninck            |
| 15 september          | Coppa Sabatini                                | Daniel Martínez                           | INEOS Grenadiers                          | Mathieu van der Poel          | Alpecin-Deceuninck            |
| 13–17 september       | Ronde van Luxemburg                           | Mattias Skjelmose Jensen                  | Trek-Segafredo                            | Mathieu van der Poel          | Alpecin-Deceuninck            |
| 17 september          | Primus Classic Impanis-Van Petegem            | Jordi Meeus                               | BORA-hansgrohe                            | Mathieu van der Poel          | Alpecin-Deceuninck            |
| 1 oktober             | Ronde van Emilia (uitslag)                    | Enric Mas                                 | Movistar Team                             | Mathieu van der Poel          | Alpecin-Deceuninck            |
| 3 oktober             | Coppa Bernocchi                               | Davide Ballerini                          | Quick Step-Alpha Vinyl                    | Mathieu van der Poel          | Alpecin-Deceuninck            |
| 3 oktober             | Ronde van het Münsterland                     | Olav Kooij                                | Team Jumbo-Visma                          | Mathieu van der Poel          | Alpecin-Deceuninck            |
| 4 oktober             | Ronde van de Drie Valleien                    | Tadej Pogačar                             | UAE Team Emirates                         | Mathieu van der Poel          | Alpecin-Deceuninck            |
| 6 oktober             | Ronde van Piemonte                            | Iván García (wielrenner)                  | Movistar Team                             | Mathieu van der Poel          | Alpecin-Deceuninck            |
| 9 oktober             | Parijs-Tours (uitslag)                        | Arnaud Demare                             | Groupama-FDJ                              | Mathieu van der Poel          | Alpecin-Deceuninck            |
| 8–11 oktober          | Ronde van het Taihu-meer                      | Geannuleerd                               | Geannuleerd                               | Mathieu van der Poel          | Alpecin-Deceuninck            |
| 11-18 oktober         | Ronde van Langkawi                            | Iván Sosa                                 | Movistar Team                             | Mathieu van der Poel          | Alpecin-Deceuninck            |
| 16 oktober            | Japan Cup                                     | Neilson Powless                           | EF Education-EasyPost                     | Mathieu van der Poel          | Alpecin-Deceuninck            |